# Carolina (kommun i Colombia, Antioquia, lat 6,75, long -75,32)
Carolina, egentligen Carolina del Príncipe, är en kommun i departementet Antioquía i Colombia.   Den ligger i departementet Antioquía, i den nordvästra delen av landet, 270 km nordväst om huvudstaden Bogotá. Antalet invånare är 3 971. Arean är 166 kvadratkilometer.
Terrängen i Carolina är lite bergig.